# (32983) 1996 WU2
1996 WU2 (asteroide 32983) é um asteroide da cintura principal. Possui uma excentricidade de 0.18531510 e uma inclinação de 13.57527º.
Este asteroide foi descoberto no dia 27 de novembro de 1996 por Beijing Schmidt CCD Asteroid Program em Xinglong.